# Lanicides bilobata
Lanicides bilobata är en ringmaskart som först beskrevs av Grube 1877.  Lanicides bilobata ingår i släktet Lanicides och familjen Terebellidae. Inga underarter finns listade i Catalogue of Life.